# Whatever's Cool with Me
Whatever's Cool with Me è un brano musicale, un singolo, un extended play e una compilation dei Dinosaur Jr. del 1991.

## Descrizione
Venne pubblicato in diversi formati in Europa e in Giappone. In Europa venne pubblicato un  extended play con quattro brani e un singolo con due mentre l'edizione giapponese dell'EP conteneva due brani aggiuntivi, The Lung e The Post, tratti dal secondo e dal terzo album del gruppo.
Fu il primo lavoro del gruppo col nuovo bassista Mike Johnson che aveva sostituito Lou Barlow.
Successivamente venne pubblicato negli USA un album con lo stesso titolo, la stessa copertina e, in aggiunta ai precedenti, i brani provenienti dall'ep The Wagon che non erano mai stati pubblicati negli USA con l'indicazione "This is not an album. One new single and 7 B sides. Never before released in the USA". Nei primi mesi ha venduto più di 40.000 copie.
Venne prodotto anche un video musicale per la canzone "Whatever's Cool with Me" che venne girato a casa di J Mascis ad Amherst, in Massachusetts, diretto da Jim Spring e Jens Jurgensen.

## Tracce

### EP (Europa)
1. Whatever's Cool with Me – 4:34 (J Mascis)
2. Sideways – 4:11 (J Mascis)
3. Thumb (Live) – 7:42 (J Mascis)
4. Keep the Glove (Live) – 3:16 (J Mascis)

### Singolo da 7" e MC
1. Whatever's Cool with Me – 4:34 (J Mascis)
2. Sideways – 4:11 (J Mascis)

### Album (USA)
1. Whatever's Cool with Me – 4:34 (J Mascis)
2. Sideways – 4:11 (J Mascis)
3. Not You Again – 2:31 (J Mascis)
4. The Little Baby – 2:10 (J Mascis)
5. Pebbles + Weeds – 5:25 (J Mascis)
6. Quicksand – 4:33 (David Bowie)
7. Thumb (Live) – 7:42
8. Keep the Glove (Live) – 3:16 (J Mascis)

## Musicisti
Album
- Mike Johnson: basso, voce (tracce: 1, 7, 8)
- Murph: batteria (tracce: 1, 7, 8)
- J Mascis: chitarra e voce (tracce: 1-8), basso e batteria (traccia 2-6)